# Vangunu

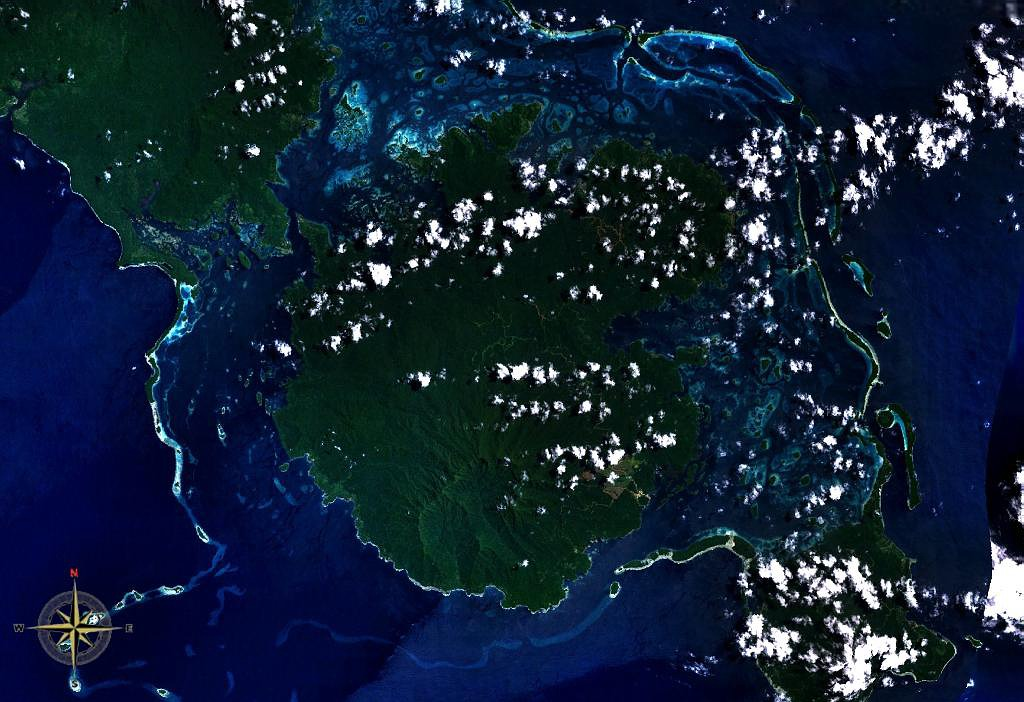
Satellitbild över Vangunu.

Vangunu är en 509 km² stor ö i ögruppen New Georgia-öarna som ligger i  Västprovinsen, Salomonöarna. Vangunuön ligger mellan öarna New Georgia i norr och Nggatokae i söder. Öns yta är 509 km² och högsta punkten ligger 1082 meter över havet. 